# Catenaria verrucosa
Catenaria verrucosa är en svampart som beskrevs av Karling 1968. Catenaria verrucosa ingår i släktet Catenaria och familjen Catenariaceae.   Inga underarter finns listade i Catalogue of Life.